# Jörg Rüpke
Jörg Rüpke (* 27. Dezember 1962 in Herford) ist ein deutscher Klassischer Philologe und Religionswissenschaftler. Er gilt neben John Scheid und Mary Beard als einer der derzeit weltweit führenden Experten für die Geschichte der antiken römischen Religion.

## Leben und Wirken
Jörg Rüpke studierte an der Rheinischen Friedrich-Wilhelms-Universität Bonn, der Lancaster University sowie der Eberhard Karls Universität Tübingen. Er wurde 1989 in Tübingen bei Burkhard Gladigow mit einer Arbeit über die religiöse Konstruktion des Krieges in Rom promoviert. Seine Habilitation folgte 1994 in Tübingen über Geschichte der Repräsentation und religiösen Qualifikation von Zeit in Rom. Zwischen 1995 und 1999 bekleidete er eine Professur für Klassische Philologie (Latinistik) an der Universität Potsdam. Seit April 1999 ist er Professor für vergleichende Religionswissenschaft an der Universität Erfurt. Von 2000 bis 2008 war er Koordinator des DFG-Schwerpunktprogramms 1080 Römische Reichs- und Provinzialreligion. Seit 2008 ist er Ko-Direktor der Kolleg-Forschergruppe „Religiöse Individualisierung in historischer Perspektive“ und Fellow am Max-Weber-Kolleg sowie Sprecher der Erfurter Graduiertenschule „Religion in Modernisierungsprozessen“.
Von 2004 bis 2007 war er Dekan der Philosophischen Fakultät. 2004 war er Gastprofessor an der Sorbonne in Paris, 2005 Webster-Lecturer an der Stanford University, 2009 als Fellow des Humanity Council Gast der Princeton University, 2010 Gastprofessor am Collège de France. Im Jahr 2008 war er Träger des Gay-Lussac-Humboldt-Preises für deutsch-französische Zusammenarbeit. Jörg Rüpke übernahm zudem vom 14. Januar 2008 bis zum 1. Juli 2008 – dem Amtsantritt von Kai Brodersen – die Aufgabe der kommissarischen Präsidentschaft der Universität Erfurt. Für 2012 wurde ihm der Thüringer Forschungspreis für Grundlagenforschung zugesprochen. 2013 wurde Rüpke in die Academia Europaea gewählt, 2015 in die Europäische Akademie der Wissenschaften und Künste. Er ist unter anderem Mitherausgeber der Fachzeitschriften Archiv für Religionsgeschichte und Religion in the Roman Empire sowie der Buchreihen Potsdamer Altertumswissenschaftliche Beiträge, Religionswissenschaft heute und Die Religionen der Menschheit.

## Schriften
- Domi militiae. Die religiöse Konstruktion des Krieges in Rom. Steiner, Stuttgart 1990, ISBN 3-515-05679-3.
- Kalender und Öffentlichkeit. Die Geschichte der Repräsentation und religiösen Qualifikation von Zeit in Rom (= Religionsgeschichtliche Versuche und Vorarbeiten. Bd. 40) De Gruyter, Berlin 1995, ISBN 3-11-014514-6 (Überarbeitete und gekürzte Übersetzung 2011 unter dem Titel „The Roman Calendar from Numa to Constantine. Time, History, and the Fasti.“)
- Römische Geschichtsschreibung: Zur Geschichte des geschichtlichen Bewußtseins und seiner Verschriftlichungsformen in der Antike. AVZ/Universitätsbibliothek, Potsdam 1997 (online) (überarbeitete Neuauflage 2015 unter dem Titel „Römische Geschichtsschreibung: Eine Einführung in das historische Erzählen und seine Veröffentlichungsformen im antiken Rom“).
- Epos. Geschichte und Funktion narrativer Großtexte in oralen und semioralen antiken Kulturen. AVZ/Universitätsbibliothek, Potsdam 1998 (online) (überarbeitete Neuauflage 2012 unter dem Titel „Antike Epik: Eine Einführung von Homer bis in die Spätantike“).
- Die Religion der Römer. C.H. Beck, München 2001, ISBN 3-406-47175-7 (2. Auflage 2006, italienische Übersetzung 2004, tschechische Übersetzung 2007, englische Übersetzung 2007).
- Fasti sacerdotum. Prosopographie der stadtrömischen Priesterschaften römischer, griechischer, orientalischer und jüdisch-christlicher Kulte bis 499 n. Chr. (= Potsdamer Altertumswissenschaftliche Beiträge. Band 12). 3 Teilbände, Franz Steiner, Stuttgart 2005 (englische Übersetzung 2008) (siehe Review von Françoise Van Haeperen).
- Zeit und Fest. Eine Kulturgeschichte des Kalenders. C.H. Beck, München 2006, ISBN 3-406-54218-2 (koreanische Übersetzung 2011).
- Historische Religionswissenschaft. Eine Orientierung. Kohlhammer, Stuttgart 2007.
- mit Anne Glock: Römische Priester in der Antike: Ein prosopographisches Lexikon. Franz Steiner, Stuttgart 2007, ISBN 978-3-515-09086-5.
- mit Ulrike Rüpke: 101 Fragen: Antike Götter und Mythen. C.H. Beck, München 2010.
- Von Jupiter zu Christus. Religionsgeschichte in römischer Zeit. Wissenschaftliche Buchgesellschaft, Darmstadt 2011 (2. Auflage 2015, italienische Übersetzung 2013, spanische Übersetzung 2013, englische Übersetzung 2014).
- Aberglauben oder Individualität. Religiöse Abweichung im römischen Reich. Mohr Siebeck, Tübingen 2011 (italienische Übersetzung 2014, französische Übersetzung 2015, spanische Übersetzung 2016).
- Religion in Republican Rome. Rationalization and Ritual change. University of Pennsylvania Press, Philadelphia 2012 (deutsche Übersetzung und Neubearbeitung 2014 unter dem Titel „Römische Religion in republikanischer Zeit. Rationalisierung und ritueller Wandel“).
- Religiöse Erinnerungskulturen. Formen der Geschichtsschreibung in der römischen Antike. Wissenschaftliche Buchgesellschaft, Darmstadt 2012.
- Religion. Antiquity and Modern Legacy. Tauris/Oxford University Press, London/Oxford 2014.
- Pantheon. Geschichte der antiken Religionen. C.H. Beck, München 2016, ISBN 978-3-406-69641-1.
- Urban religion. A historical approach to urban growth and religious change. De Gruyter, Berlin 2020, ISBN 978-3-11-062868-5.